# مهاتیر محمد
مهاتیر بن محمد (جاوی: محضیر بن محمد ;pronounced [maˈhaðɪr bɪn moˈhamad]؛ زاده ۱۰ ژوئیه ۱۹۲۵) سیاستمدار، پزشک و نویسنده مالزیایی است. وی همچنین چهارمین و هفتمین نخست‌وزیر سابق مالزی بود. مهاتیر محمد در ۱۰ ژوئیه ۲۰۲۵، ۱۰۰ ساله شد. او در حال حاضر (۲۰۲۵)، در سن ۱۰۰ سالگی سومین رهبر پیر در جهان و پیرترین نخست‌وزیر پیشین مالزی است که در قید حیات می‌باشد.
او نماینده پارلمان مالزی از حوزه لنکاوی در کداح است. او پیشتر از سال ۱۹۸۱ تا سال ۲۰۰۳ به عنوان چهارمین نخست‌وزیر مالزی فعالیت کرد که طولانی‌ترین دورهٔ تصدی این مقام است. فعالیت سیاسی مهاتیر از بیش از ۷۰ سال پیش که او در سال ۱۹۴۶ به سازمان ملی متحد مالایی‌ها (UMNO) پیوست شروع شد و او در سال ۲۰۱۶ حزب خود را با نام حزب بومی متحد مالزی (برساتو) تأسیس کرد.
وی از سال ۱۹۸۱ تا ۲۰۰۳ به عنوان چهارمین نخست‌وزیر مالزی فعالیت کرد که توانست با اندیشه‌ای منسجم و مبتنی بر آزادی‌های اقتصادی، به شخصیتی ماندگار در تاریخ مالزی تبدیل شود. مهاتیر بن محمد بار دیگر در سال ۲۰۱۸ به عنوان هفتمین نخست‌وزیر مالزی انتخاب شد. وی تا ۱ مارس ۲۰۲۰ این سمت را عهده‌دار بود و در اثر بحران سیاسی استعفا داد. وی در تاریخ ۱۲ اوت ۲۰۲۰ حزب مبارزان میهن را تأسیس کرد و خود به عنوان رئیس آن منصوب شد.

## زندگی شخصی
مهاتیر بن محمد یکی از ۹ فرزند یک مهاجر دو رگه هندی - مالزیایی و یک مادر مالایایی است.
او متولد و بزرگ شدهٔ شهر الور ستار در ایالت کداح است و بعدها پزشک شد و به مدت ۵ سال در زادگاه خود به مداوای بیماران پرداخت.
همسرش همکلاسی‌اش در دانشگاه پزشکی بود. او ۳ پسر دارد که در تجارت و سیاست در مالزی فعالیت دارند و یکی از دو دخترش، نویسنده و فعال در زمینه بیماری ایدز است.

## فعالیت سیاسی
زندگی سیاسی دکتر مهاتیر در سال ۱۹۴۶ و هنگامی که ۲۱ ساله داشت، آغاز شد. وی در این سال به سازمان ملی مالزیایی‌های متحد موسوم به UMNO (اومنو) پیوست.
او در سال ۱۹۶۴ از سوی اومنو به عنوان نماینده پارلمان برگزیده شده بود پنج سال بعد در سال ۱۹۶۹ کرسی نمایندگی خود را از دست داد و پس از انتقاد آشکار از دولت وقت (تونکو عبدالرحمان) به دلیل نادیده گرفتن قوم مالزیایی از حزب اخراج شد.
وی عقاید خود را در کتابی با عنوان بی‌تکلیفی (قوم) مالزیایی ابراز کرد و نوشت که قوم مالی (مالزیایی) در کشور در خلال دوران استعمار به گوشه رانده شدند.
این تفکرات زمینه را برای مهاتیر بن محمد برای حملات بعدی‌اش به غرب و حمله به آنهایی که به نظر مهاتیر محمد موفقیت مالزی را تهدید می‌کردند، آماده کرد. عقاید وی باعث شد که اومنو وی را دوباره دعوت به همکاری کند.
در سال ۱۹۷۴ مهاتیر بن محمد وارد پارلمان شد و فعالیت‌اش را به عنوان وزیر آموزش و پرورش در کابینه آغاز کرد. او سپس معاون رهبر اومنو شد.
در سال ۱۹۸۱ مهاتیر بن محمد به پست نخست‌وزیری مالزی رسید و توانست عقاید و باورهایش را به مرحله اجرا بگذارد. او با الگوگیری از ژاپن، مالزی را به کشوری تولیدکننده و صادرکننده فولاد، وسایل الکترونیکی و اتومبیل مبدل ساخت.
با این حال انتقادهای زیادی به عملکرد او در زمینه آزادی‌های اجتماعی وارد می‌شد.
مهاتیر بن محمد سال ۱۳۹۵ در گردهم‌آیی مخالفان دولت مالزی گفته بود: می‌پذیرم که در دوران نخست‌وزیری‌ام یک دیکتاتور بوده‌ام، اما مردم علیه من قیام نکردند.
وی دائماً ضمن دفاع از ارزش‌های آسیایی و مالزیایی از آنچه آن را سیاست دوگانه غرب می‌نامید، انتقاد می‌کرد. انتقادهای وی باعث شد در بین کشورهای در حال توسعه حامیانی به دست آورد.
پس از آن دکتر مهاتیر محمد سیاست‌هایی را به مرحله اجرا درآورد که اقتصاد مالزی را عملاً از جهان خارج جدا کرده و در پی آن کشورش توانست بحران اقتصادی آسیا را از سر رفع کند.
مهاتیر محمد قبل از کناره‌گیری از قدرت در اظهاراتی بیان داشت که یک دسته یهودی دنیا را می‌چرخاند. این گفته وی باعث خشم برخی از غربی‌ها و طرفداران غرب شد.

## فعالیت سیاسی و نخست‌وزیری مجدد
مهاتیر ابن محمد در سال ۲۰۱۶ حزب خود را با نام حزب بومی‌تباران متحد مالزی تأسیس کرد.
او در سال ۲۰۱۸ با بازگشت به سیاست ائتلاف مخالفان را به پیروزی در انتخابات سراسری مالزی هدایت کرد و برای نخستین بار از سال ۱۹۵۷ باعث شد ائتلاف حاکم در انتخابات شکست بخورد.
در سال ۲۰۱۸ (دی ۱۳۹۶) چهار حزب مخالف دولت، موسوم به اتحاد امید با پایان دادن به گمانه‌زنی‌ها، مهاتیر ابن محمد را به عنوان کاندیدای نخست‌وزیری انتخاب کرد.
مهاتیر بن محمد با ۹۲ سال سن، پیرترین رهبر انتخابی جهان است. او توانست ائتلاف حاکم «باریسان ناسیونال» را که برای بیش از ۶۰ سال در قدرت بود، شکست دهد.

## دیدگاه‌ها
ماهاتیر محمد دربارهٔ روند توسعه مالزی در یک سخنرانی گفته است که ما به جای استراتژی جایگزینی واردات، استراتژی توسعه صادرات را پی گرفتیم و اجازه دادیم خارجی‌ها با تکنولوژی خود، کشور ما را صنعتی کنند. در حالی که اگر خودمان می‌خواستیم هر یک از این تکنولوژی‌ها را بسازیم، ۳۰ تا ۴۰ سال طول می‌کشید.
وی از ایران و قطر برای ایستادگی در برابر تحریم‌های اقتصادی تمجید کرده است و عقیده دارد که مهم است که جهان اسلام در مواجه با تهدیدهای آینده متکی به خود باشند.
در زمان تحریم‌های بانکی آمریکا علیه ایران بانک‌های مالزی حساب ایرانیان مالزی را بستند وی در پاسخ به خبرنگاران گفت: کشورش مجبور شده تا به «ایجاد مشکل» در زندگی ایرانیان مقیم این کشور در بستن حساب‌های بانکی‌شان دست بزند. او اشاره کرده که در صورتیکه مالزی اقدام به بستن حساب ایرانیان نکند بانک‌های مالزی در خارج از این کشور بسته خواهد شد و یک کشور قدرتمند در حال زورگویی به ما در این زمینه است.
وی همچنین بر ایده تجارت با دینار طلا و معامله تهاتری در میان کشورهای اسلامی تأکید دارد.

## کتاب‌شناسی

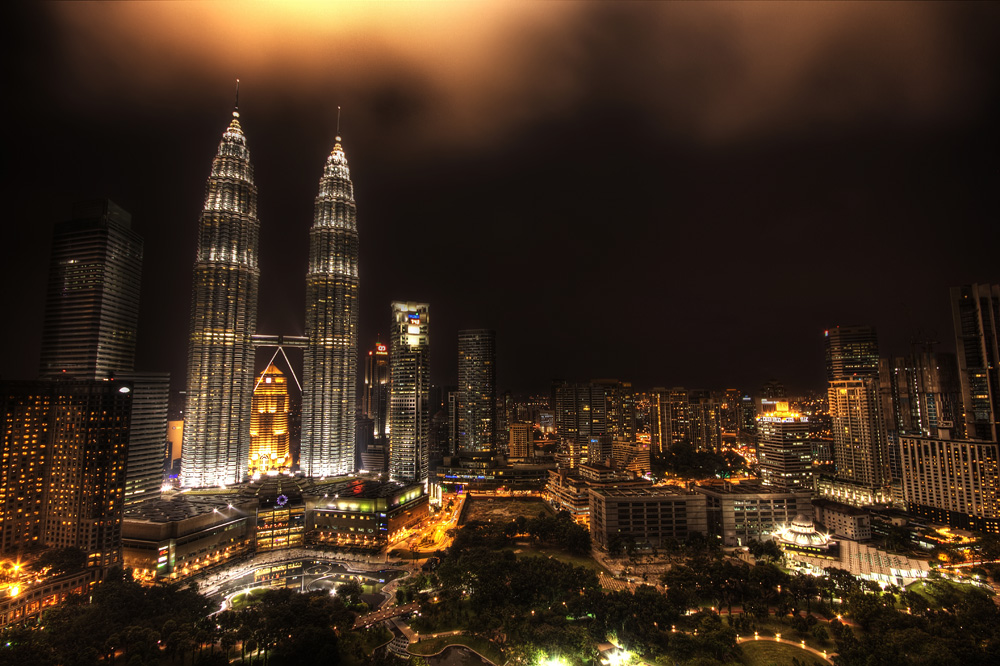
نمایی از برج‌های دوقلوی پتروناس و منطقه مرکزی کوالا لامپور که در پیرامون آن قرار دارد، گواهی بر توسعه چشمگیر مالزی در دوره حکمرانی ۲۲ ساله مهاتیر.